# Evangelij štirih nebeških kraljestev
Evangelij štirih nebeških kraljestev je izgubljeno besedilo novozaveznih apokrifov. Cerkveni očetje so v kar nekaj svojih delih sumničili ta evangelij. Domneva se, da je šlo za gnostično besedilo, ki je vsebovalo razlage ezoterične kozmologije, verjetno uokvirjene znotraj pogovorov med Jezusom in apostoli.